# Танец (картина Матисса)
«Танец» (фр. La Danse) — созданная в 1910 году картина французского художника Анри Матисса. Существует в двух версиях: первая находится в Музее современного искусства в Нью-Йорке, вторая и наиболее известная — в Эрмитаже в Санкт-Петербурге.

## История создания
Московский коллекционер Сергей Щукин посетил парижскую мастерскую художника в 1906 году и заказал у него три декоративных панно для парадной лестницы в своем особняке.
Два полотна из этой серии — «Танец» и «Музыка» — находятся сейчас в Эрмитаже, панно «Купание, или Медитация» — так и осталось незаконченным, сохранились лишь наброски художника.
Перед отправкой полотна в Россию оно было выставлено в Осеннем салоне 1910 года в Гран-Пале и вызвало скандал. Заказчика за глаза называли сумасшедшим и собирателем декадентствующего хлама.
После революции собрание Щукина было национализировано, и «Танец» при разделе его коллекции между ГМИИ и Эрмитажем в числе других импрессионистов попал в Петроград. В ГМИИ осталась написанная для Щукина же картина «Танец с настурциями», где панно служит фоном для натюрморта.
В 1930 году Матиссу американским коллекционером Альбертом Барнсом было заказано масштабное панно «Танец» (1932), ныне называемое «Парижский танец» (Музей современного искусства, Париж), в котором данная тема находит дальнейшее продолжение.

## Сюжет
Сюжет картины Матиссу навеяли увиденные им в Коллиуре народные пляски. Другая версия — «Танец» — написана под впечатлением от греческой вазовой живописи и русских сезонов Сергея Дягилева.
Основное выразительное средство полотна — сочетание лаконичности живописных средств с его огромным размером. «Танец» написан всего тремя красками. Синим цветом передано небо, розовым — тела танцоров, а зелёным цветом изображен холм.
На картине изображен танец, хоровод пяти обнажённых людей на вершине холма.
Тема танца обнаженных взявшихся за руки людей ранее появляется у Матисса в картине «Радость жизни» (1905—1906, Фонд Барнса) и, очевидно, отсылает к картине Кранаха «Золотой век» (1530, Национальная галерея в Осло). Позднее эта же тема повторяется в «Танце с настурциями» (1912).

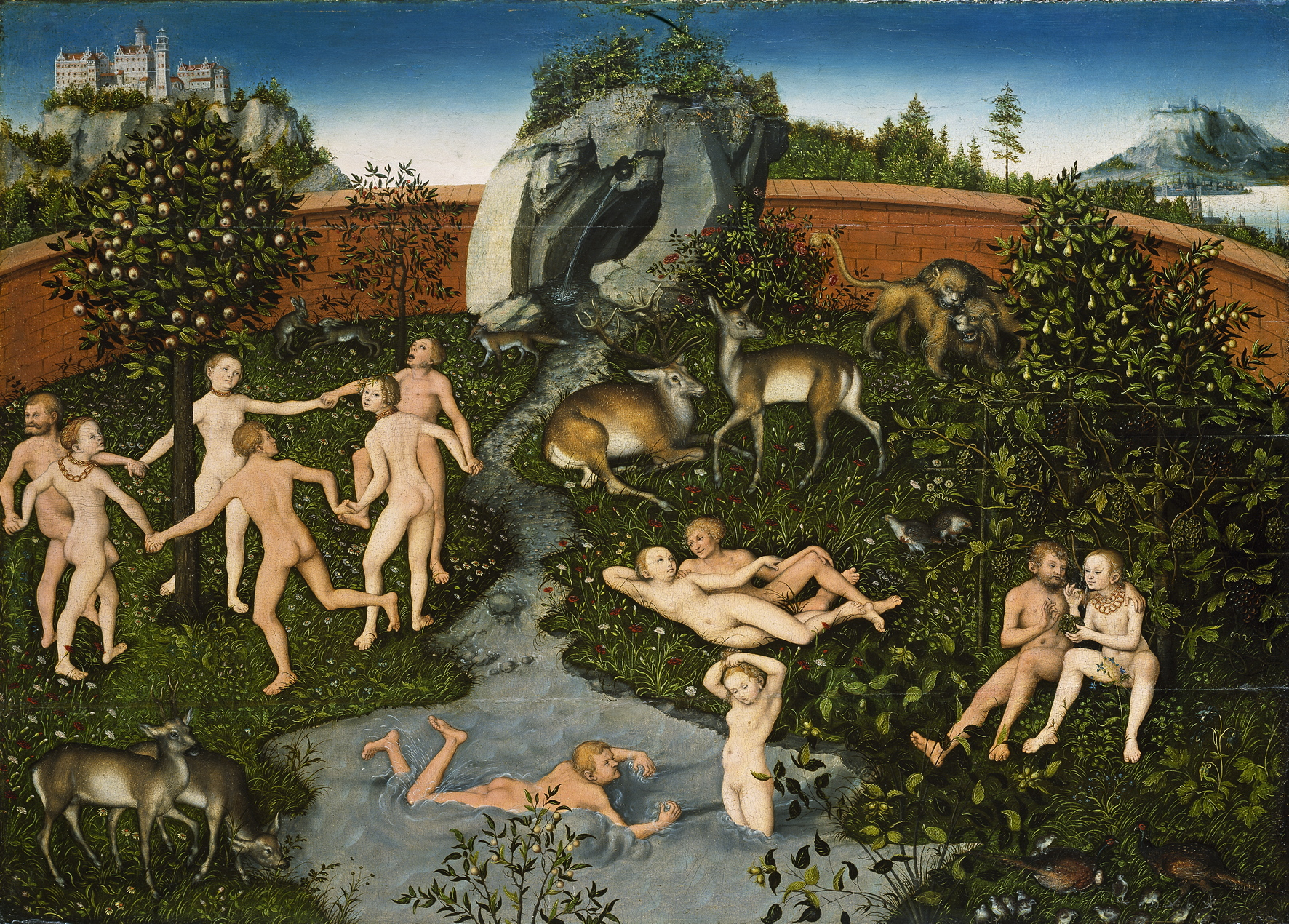
«Золотой век» Кранаха.

«Танец с настурциями», Матисс, 1912, ГМИИ

## Версии картины
Первая версия картины была написана Матиссом в 1909 году.

## Документалистика
- Телепрограмма-лекция искусствоведа Наталии Юрьевны Семёновой из серии «История искусства». "Наталия Семёнова. Анри Матисс. "Танец"". 50 мин. ГТРК «Культура». 2019 г (10.06.2019).